# Суднишников, Борис Васильевич
Борис Васильевич Суднишников (1903—1987) — советский учёный, специалист в области горного машиноведения. Лауреат Ленинской премии 1966 года. Соавтор 97 изобретений. Заслуженный изобретатель РСФСР (1966 г.)

## Биография
- 1940 год — окончил Томский политехнический институт;
- С 1929 по 1947 год — работал на Томском электромеханическом заводе имени В. В. Вахрушева: начальник технического отдела (с 1937 по 1939 год), главный конструктор (с 1939 по 1944 год), главный инженер;
- С 1947 года — в Институте горного дела Сибирского отделения АН СССР: старший научный сотрудник (1947—1948), заведующий лабораторией горных машин (1948—1962), научный сотрудник лаборатории бурения (1962—1987);
- 1966 год — вручена Ленинская премия за участие в разработке высокопроизводительных комплексов для бурения скважин в подземных условиях. При его непосредственном участии созданы бурильные агрегаты БА-100 и НКР-100, погружные пневматические ударники высокой мощности, самодвижущиеся пневмопробойники — «подземные ракеты»;
- 1966 год — основатель научной школы горного машиноведения;
- 1963 год — доктор технических наук, профессор (1967 г.);
- 1984 год — Заслуженный деятель науки и техники РСФСР.

Похоронен на Заельцовском кладбище Новосибирска (квартал 2).